# Konståret 1853

## Händelser

### Okänt datum
- Baron Haussmann väljs till att påbörja omplaneringen av Paris.

## Verk

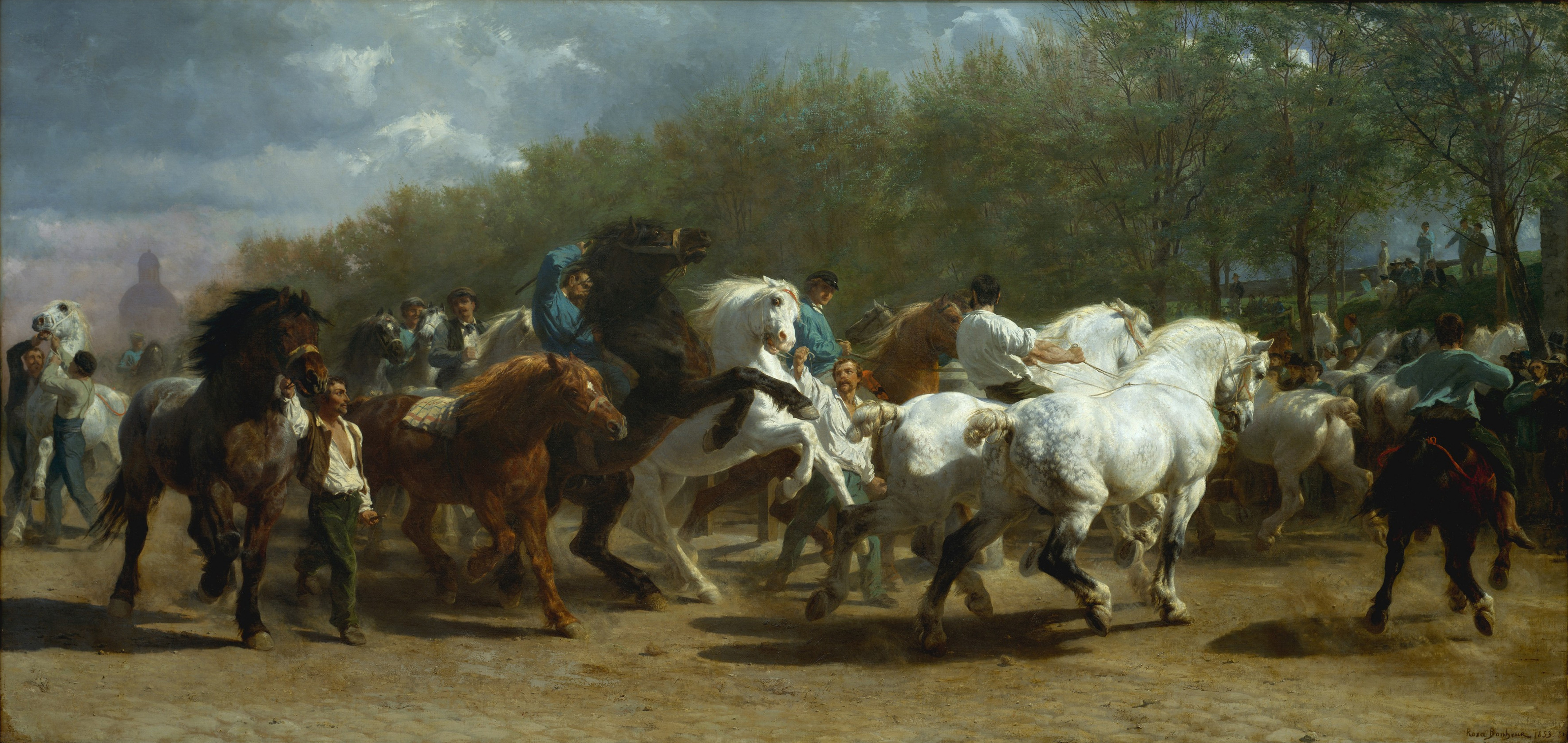
Rosa Bonheur, The Horse Fair, 1853-1855, Metropolitan Museum of Art, New York.

- Gustave Moreau - Darius après la bataille d'Arbelles.
- Rosa Bonheur - Foire aux chevaux (Metropolitan Museum of Art, New York).

## Födda
- 5 mars - Howard Pyle (död 1911), amerikansk illustratör och författare.
- 14 mars - Ferdinand Hodler (död 1918), schweizisk målare.
- 30 mars - Vincent van Gogh (död 1890), målare.
- 13 maj - Adolf Hölzel (död 1934), tysk målare.
- 28 maj - Carl Larsson (död 1919), svensk konstnär.
- 10 juni - Elias Muukka (död 1938), finländsk bildkonstnär och professor i konst.
- 29 juni - Edvard August Bergh (död 1915), svensk dekorationsmålare och kyrkorestauratör.
- 11 juli - Nina Ahlstedt (död 1907), finlandssvensk konstnär.
- 21 september - Edmund Blair Leighton (död 1922), engelsk målare.
- 10 oktober - Anna Gardell-Ericson (död 1939), svensk konstnär.
- 12 oktober - Johan Tirén (död 1911), svensk målare.
- 30 oktober - Louise Abbéma (död 1927), fransk målare.
- 20 december - Karl Johan Andersson (död 1942), svensk xylograf och målare.
- 31 december - Ellen Favorin (död 1919), finlandssvensk bildkonstnär.

## Avlidna
- 6 februari - August Kopisch (född 1799), tysk poet och målare.
- 5 juni - Maria Johanna Görtz (född 1783), svensk konstnär, tecknare och ledamot i kungliga konstakademien.
- 22 juli - Christoffer Wilhelm Eckersberg (född 1783), dansk målare.
- okänt datum - Johann Adam Ackermann (född 1780), tysk landskapsmålare.
- okänt datum - Wilhelm von Kobell (född 1766), tysk målare, tryckmakare och lärare.